# Sphagnum australe
Sphagnum australe är en bladmossart som beskrevs av Mitten in J. D. Hooker 1859. Sphagnum australe ingår i släktet vitmossor, och familjen Sphagnaceae. Inga underarter finns listade i Catalogue of Life.